# Vladimir Norov
Pour les articles homonymes, voir Norov.
Vladimir Imamovich Norov (né le 31 août 1955 à Boukhara), est un homme politique ouzbek. Ministre des Affaires étrangères de l'Ouzbékistan du 12 juillet 2006 au 28 décembre 2010. Le 10 juin 2018, il est nommé pour être le nouveau secrétaire général de l'Organisation de coopération de Shanghai. Il remplace à ce poste le tadjik Rashid Alimov à partir du 1er janvier 2019. Il redevient ministre des Affaires étrangères le 27 avril 2022 d’abord par intérim puis en pleine fonction après le départ d'Abdulaziz Komilov lié à des condamnations de l'invasion de l'Ukraine par la Russie en 2022. 